# Динамическая ядерная поляризация
Динамическая ядерная поляризация (ДЯП) (англ. Dynamic Nuclear Polarization, DNP) — физический метод, один из вариантов гиперполяризации, используемый для значительного увеличения чувствительности сигнала ядерного магнитного резонанса (ЯМР) путём переноса поляризации от электронных спинов к ядерным. Применяется как в твёрдом, так и в жидком состоянии вещества, включая in vivo эксперименты, и находит широкое применение в аналитической химии, физике твёрдого тела, биофизике и медицине.

## История
Метод ДЯП предсказан Э. Оверхаузером в 1953 году, впервые экспериментально подтверждён Карвером и Слихтером на металлическом литии. Первоначально изучался как феномен в металлах, позже его реализация была расширена на диэлектрики и растворы благодаря разработке разнообразных механизмов переноса поляризации

.

## Физические основы
ЯМР-спектроскопия, несмотря на свою универсальность, неразрушающий характер и способность предоставлять как структурную, так и количественную информацию, обладает низкой собственной чувствительностью . 
Эта низкая чувствительность в основном обусловлена низкой ядерной спиновой поляризацией в магнитном поле, которая обычно определяется законом Больцмана при термодинамическом равновесии 
. Например, при 14,1 Т и 300 К ядерная спиновая поляризация протонов составляет всего 0,000008, а для 13C — 0,000002 . Увеличение силы магнитного поля или снижение температуры лишь до некоторой степени повышает чувствительность .
ДЯП преодолевает это ограничение чувствительности, используя парамагнитную матрицу для гиперполяризации ядерного спинового ансамбля . Основная идея ДЯП состоит в том, что электронные спины обладают значительно большей поляризацией, чем ядерные, из-за более высокого гиромагнитного отношения. Под действием микроволнового облучения на частоте  электронного парамагнитного резонанса (ЭПР), избыток поляризации от электронов может быть передан ядерным спинам. Электронная спиновая поляризация значительно выше ядерной. Например, при 14,1 Т и 300 К она составляет 0,03, а при более низких температурах может достигать значения почти единицы. Это происходит из-за преимущества в гиромагнитном отношении (в 1000 и более раз выше) и гораздо более быстрых процессов релаксации. В результате наблюдаемая интенсивность ЯМР-сигнала увеличивается на несколько порядков .
| Объект                                     | Поляризация |
| ------------------------------------------ | ----------- |
| Поляризация ядер 1Н, 300 К                 | 0,000008    |
| Поляризация ядер 13С, 300 К                | 0,000002    |
| Поляризация электронов, 300 К              | 0,03        |
| Поляризация электронов, низкие температуры | ~1          |

## Механизмы
Существует четыре основных механизма динамической ядерной поляризации. Все они основаны на электронно-ядерном взаимодействии через сверхтонкое взаимодействие . 
1. Эффект Оверхаузера (Overhauser Effect, OE) — реализуется преимущественно в жидких средах и основан на популяционном перенаселении спиновых уровней в результате насыщения электронного перехода [1].
2. Твёрдофазный эффект (Solid Effect, SE) — возникает в диэлектриках при возбуждении запрещённых переходов в системе "электрон + ядро". Он объясняется через квазиспиновую модель с четырьмя уровнями энергии [4][1].
3. Перекрёстный эффект (Cross Effect, CE) — реализуется при наличии двух электронных спинов с разностью частот, равной ядерной. Особенно эффективен при высоких полях и низких температурах [1][2].
4. Тепловое смешивание (Thermal Mixing, TM) — наблюдается в плотных системах при низкой спиновой температуре и основано на концепции эффективного равновесия внутри спиновой системы, описываемой моделью спиновой температуры[4].

### Теория спиновой температуры
Понятие спиновой температуры введено для описания квазитермодинамического состояния подсистемы спинов, когда её внутренняя релаксация быстра по сравнению с обменом энергией с решёткой. Это позволяет описывать динамику ядерной поляризации и энергии в системе через эффективную температуру и плотность вероятности, аналогичную распределению Больцмана.

## Реализация и Оборудование
Эксперимент по ДЯП включает три этапа. 
1. Поляризация электронов: в образец добавляют парамагнитные центры (например, радикалы). При низких температурах (1–4 К) и в сильном магнитном поле (несколько тесла) электронные спины сильно поляризуются (их спины выстраиваются вдоль поля).
2. Передача поляризации: образец облучают микроволнами на частоте электронного парамагнитного резонанса (ЭПР). Это вызывает перенос поляризации с электронов на ядра.
3. После гиперполяризации образец быстро размораживают и используют в ЯМР или МРТ (сигнал должен быть зарегистрирован до того, как он затухнет за счет релаксации).

Реализация ДЯП-ЯМР требует специализированного оборудования, адаптированного к различным состояниям образцов (твердые тела, жидкости) и условиям эксперимента.

### Твёрдофазный DNP (DNP-MAS)
Осуществляется в условиях вращения образца под магическим углом (MAS) при низких температурах (~100 K) и высоком поле, с применением микроволнового источника (часто гиротрона). Используется для увеличения чувствительности в ЯМР твёрдого тела, включая 2D-спектроскопию.

### DNP в растворе (Dissolution DNP)
Образец поляризуется в твёрдом состоянии при низкой температуре и переносится в раствор для ЯМР анализа. Используется, в частности, при визуализации метаболитов и медицинской диагностике. Метод обеспечивает кратковременное усиление сигнала, и является одноразовым.

## Примеры применения
ДЯП значительно расширяет диапазон применения ЯМР в аналитической химии, позволяя исследовать системы, ранее недоступные из-за ограничений чувствительности. 
1. Усиление сигналов в ЯМР и МРТ (включая низкополярные ядра, например, 13C и 15N).
2. Исследование структуры и динамики биомолекул.
3. Химический анализ малых количеств вещества.
4. Поляризованные мишени в ядерной и частичной физике [4].
5. Исследования ферромагнетизма и псевдомагнетизма в кристаллах.

## Ограничения
Метод требует специального оборудования (низкотемпературные установки, микроволновые источники), что увеличивает его стоимость и сложность. Также важен тщательный выбор радикалов и условий стеклования при подготовке образцов.